# Ndella Paye
Ndella Paye Diouf est une afro-féministe, antiraciste et théologienne musulmane française, née vers 1974 au Sénégal.

## Biographie
Ndella Paye naît vers 1974 au Sénégal. En 1993, à l'âge de 19 ans, elle quitte le pays pour rejoindre son père diplomate en France. Elle est établie à Londres où elle est comptable.
Elle est titulaire d'une licence d'arabe et de théologie musulmane, suivie d'un master 1 en sciences sociale des religions à l'École pratique des hautes études à Paris. De ses études, elle se détache de l'interprétation masculine du Coran et en retire qu'hommes et femmes sont égaux et que les religions sont sujettes aux interprétations patriarcales.

## Engagement politique
Elle cite comme modèles de pensée Thomas Sankara, Angela Davis ou encore sa mère qui est infirmière et syndicaliste.
C'est à la suite de la promulgation de la loi de 2004 sur les signes religieux dans les écoles publiques françaises que Ndella Paye Diouf s'engage publiquement. Elle déplore l'exclusion scolaire des jeunes femmes musulmanes qui portent le voile et prône le droit à l'éducation de toutes les femmes. Dans la foulée, elle participe à la fondation du Collectif des féministes pour l'égalité, qu'elle quitte en 2011 après une violente altercation avec le mari d'une des membres. Elle cofonde avec d'autres mères voilées exclues des sorties scolaires l'organisation Mamans toutes égales.
Elle s'engage dans un premier temps dans des organisations mixtes, réunissant à la fois des personnes blanches et non-blanches, mais ne s'y retrouve pas. Elle argue que « les discriminations que subissent les femmes blanches ne sont pas les mêmes que celles que je subis » ; le débat se cristallise autour du port du hidjab, dont elle s'oppose à la vision d'« une soumission ». Elle participe depuis à des mouvements mixtes comme non-mixtes.
Ses prises de positions sur le rôle des femmes dans la religion lui valent des inimités. Lors de l'affaire Tarik Ramadan, où l'islamologue est accusé de viol par des femmes musulmanes, elle prend position en faveur de celles-ci. Elle critique le rôle moralisateur de la religion qui empêche parfois les femmes victimes de violence de s'exprimer.
Elle est un temps proche de l'association confessionnelle Participation et spiritualité musulmane, avant de prendre ses distances, critiquant notamment son opposition au mariage homosexuel.